# Extremitatea inferioară a humerusului
Extremitatea inferioară a humerusului este aplatizată antero-posterior și usor curbată înainte. Se termină cu o largă suprafață articulară divizată în două de către o mică creastă.
Lateral și medial se află cei doi epicondili.